# Jesus on Extasy
Jesus on Extasy (parfois abrégé JOE) est un groupe allemand de synthpop, originaire d'Essen. Il est formé en 2005 par Dorian Deveraux et Chai Deveraux. Le style musical du groupe peut être décrit comme un hybride d'éléments de rock, heavy metal et de musique électronique. Après une dissolution en 2014, le groupe annonce sa reformation en octobre 2020 sur sa page Facebook en même temps qu'un nouvel album pour 2021.

## Histoire

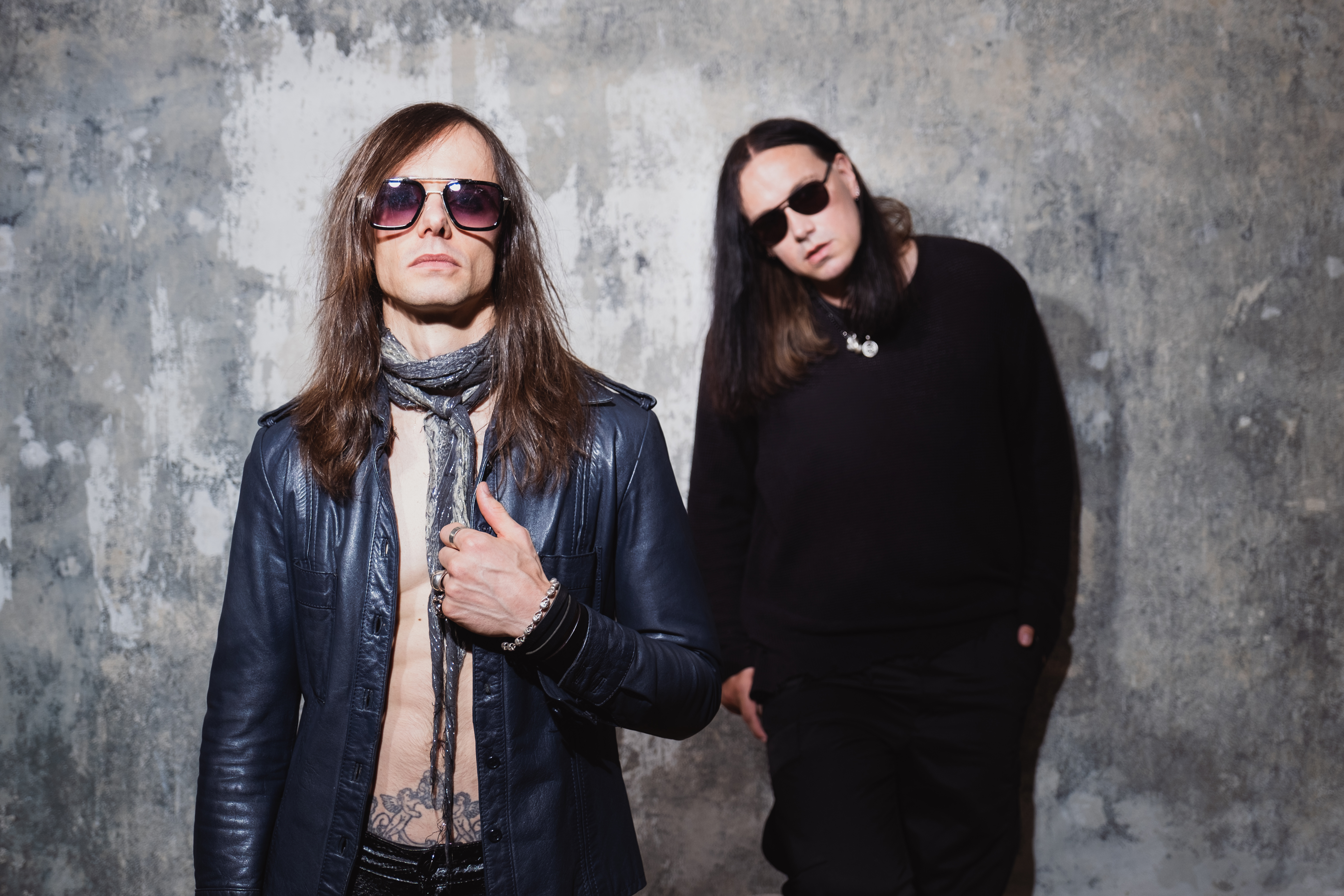
Jesus on Extasy 2020.

Le premier EP démo Assassinate Us est produit en 2005 dans le propre studio de Chai Deveraux, Sinustal, à Essen, où le groupe travaille également plus tard sur les préproductions de ses albums. L'EP est décrit dans la rubrique « Demozone » du magazine musical Sonic Seducer, dans la critique du journaliste musical François Duchateau, comme un disque « qui ne se contente pas de promettre, mais qui tient son potentiel ». Jesus on Extasy fait son premier concert en juillet 2006 au Bochum Total Festival, l'un des plus grands festivals de musique en Europe. C'est dans le cadre de ce concert que le label discographique Drakkar Entertainment remarque le groupe, qui n'avait pas de contrat de disque à l'époque, et signe le groupe peu de temps après. 
Le premier album Holy Beauty sort le 30 mars 2007 et reçoit des critiques majoritairement positives,,. En plus de dix chansons originales, l'album comprenait également un remix du single Assassinate Me des pionniers du metal industriel KMFDM.
Dans le cadre de la sortie de l'album, le groupe fait une courte tournée en mars avec le groupe de rock violoniste Letzte Instanz, également sous contrat avec Drakkar Entertainment, suivie d'une longue tournée en Allemagne en mai avec Dope Stars Inc (Italie) et Entwine (Finlande). Durant l'été de la même année, divers festivals suivent, entre autres le Bochum Total, le Woodstage Festival (avec Marilyn Manson et Type O Negative) et le M'era Luna Festival, ainsi qu'une tournée en tête d'affiche en Allemagne à l'automne, au cours de laquelle Jesus on Extasy est soutenu par le groupe post-industriel hambourgeois Philiae en première partie de certains concerts. A la fin de l'année, le groupe s'est produit dans la série de festivals On A Dark Winter's Night à Salzbourg et Oberhausen avec des groupes comme Nightwish et Dope Stars Inc..
En mai 2008, Jesus on Extasy sort son deuxième album Beloved Enemy chez Drakkar Entertainment, qui se classe no 1 dans les Deutschen Alternative Charts (DAC), et est de nouveau accueilli par des critiques majoritairement positives. Afin de promouvoir l'album, des représentations dans des festivals suivent, entre autres au Wave-Gotik-Treffen ou au Summer Breeze Festival à Dinkelsbühl, ainsi qu'une tournée d'automne en tant que première partie du groupe de Neue Deutsche Härte Eisbrecher.
2009 marque la première année depuis la création du groupe où Jesus on Extasy ne sort pas d'album. Le groupe joue dans des festivals sélectionnés, notamment à l'Amphi Festival à Cologne ou au M'era Luna Festival à Hildesheim. Le groupe déclare vouloir se concentrer sur la production de son troisième album. En 2010, le groupe laisse également ses activités live au repos et ne donne que quelques concerts choisis, entre autres au Prinzenbar de Hambourg, au Blackfield Festival de Gelsenkirchen ou à Donaueschingen. Le troisième album, No Gods, entièrement auto-produit, sort le 27 août 2010.
En janvier 2011, Jesus on Extasy annonce la séparation du chanteur Dorian Deveraux. Le bassiste BJ ainsi que la claviériste Ophelia Dax quittent également le groupe. Après avoir rejoint le groupe norvégien de synthrock Apoptygma Berzerk, Dax n'avait plus le temps de faire partie de Jesus on Extasy. Chai Deveraux fonde alors son propre label Farscape Records et trouve une nouvelle voix pour Jesus on Extasy en la personne de la chanteuse Manja Kaletka. Le 7 octobre 2011, le dernier album studio, The Clock, sort. La même année, le groupe part en tournée avec le groupe allemand de metal gothique Lord of the Lost.
En décembre 2014, le groupe annonce sa séparation. Après la publication à l'automne 2020 de courtes vidéos teasers sur la présence officielle de Jesus on Extasy sur Facebook, après une longue période d'inactivité, le groupe annonce le 31 octobre 2020 vouloir sortir un nouvel album avec Dorian Deveraux au chant.

## Style musical
Le groupe mêle les influences du synth rock, du rock alternatif ainsi que du glam rock. Chai Deveraux a également transposé ce son dans ses interprétations de chansons étrangères en tant que remixeur. Dans son studio d'enregistrement Sinustal à Essen, Chai a déjà produit des remixes de groupes comme ASP, Krieger, New Model Army, Dommin et Xandria.

## Accueil
Le premier album du groupe, Holy Beauty, reçoit un accueil largement positif de la part de la presse musicale. Le magazine musical Zillo consacre la couverture de son numéro de mars 2007 à Jesus on Extasy et attribue au groupe le titre de « Newcomer de l'année ». Dans sa critique, le journaliste musical Sascha Blach fait l'éloge des « sons stimulants quelque part entre l'industriel, le gothique et le rock ». Dans son édition de mars 2007, le magazine Sonic Seducer décerne au groupe le titre de « New Industrial Rock Highlight » et écrit que Jesus on Extasy comme suit : « les prophètes à l'horizon du rock numérique », « ceux que la nouvelle génération a réclamés à cor et à cri ». Le groupe a « sans aucun doute cloué un classique sur la croix » avec son premier album.

## Discographie

### Albums studio
- 2007 : Holy Beauty (Drakkar Entertainment / E-Wave Records)
- 2008 : Beloved Enemy (Drakkar Entertainment / E-Wave Records)
- 2010 : No Gods (Drakkar Entertainment / E-Wave Records) (Europe) (Artoffact Records) (États-Unis)
- 2011 : The Clock (Farscape)

### Singles
- 2007 : Sisters of the Light (feat. Xandria) (Drakkar Entertainment)
- 2007 : Assassinate Me (promo, Drakkar Entertainment / E-Wave Records)
- 2007 : Nuclear Bitch (promo, Drakkar Entertainment / E-Wave Records)
- 2008 : Stay With Me (promo, Drakkar Entertainment / E-Wave Records)
- 2008 : Beloved Enemy (promo, Drakkar Entertainment / E-Wave Records)